# Viande crue

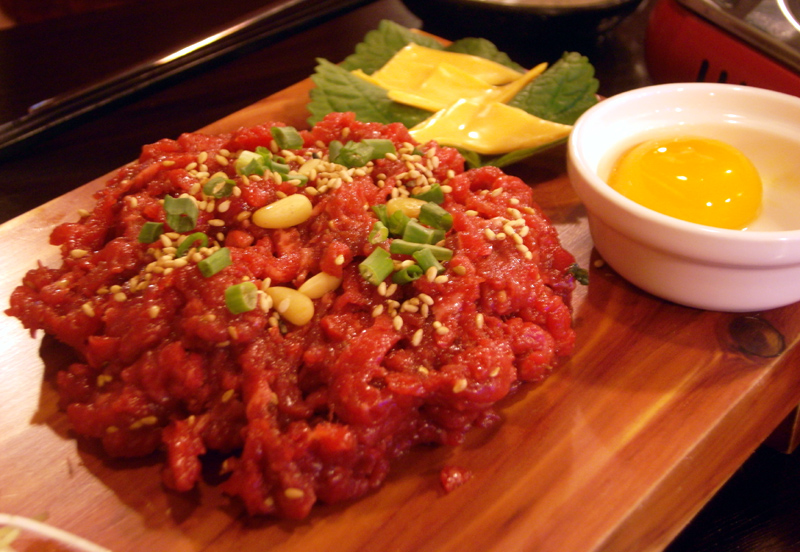
Yukhoe (cuisine coréenne), viande crue servie avec un œuf.

Cette liste présente les plats dont l'un des principaux ingrédients est la viande consommée crue. Elle n'inclut pas les plats à base de viande séchée ou fumée.

## Liste
- Le carpaccio, plat d'origine piémontaise (carne cruda all'albese) créé sous ce nom en 1950 à Venise, et pouvant être préparé à partir de viande bovine ou de gibier, auquel on ajoute de l'huile d'olive, du jus de citron et du parmesan ; il en existe aujourd'hui de nombreuses variantes, notamment à base de poisson.

- Le gored gored, aussi appelé tere siga (littéralement : « viande crue ») est un plat éthiopien à base de cubes de viande de bœuf[1], généralement consommé avec de l’injera et trempé dans une sauce pimentée, souvent du mitmita délayé dans de l’araqe (alcool de céréales).

- Au Népal, le kachilaa est préparé à partir de viande de buffle.

- Le kebbé nayé, plat proche-oriental préparé à partir de viande d'agneau à laquelle on ajoute du blé concassé (boulghour), de l'oignon, de la menthe et des épices (poivre, cumin, cannelle) ; le tout est généralement pilé à nouveau et servi avec de l'huile d'olive, de la menthe fraîche et des oignons blancs, et mangé avec du pain pita. Le çiğ köfte de la cuisine turque, kurde et arménienne est très similaire, mais parfois servi sous forme de boulettes.

- Le kelaguen de la cuisine chamorro des îles Mariannes du Nord, variante du ceviche, peut inclure de la viande de bœuf crue ; dans le kinilaw des Philippines, la viande utilisée est généralement cuite.

- Dans le ketfo ou kitfo de la cuisine éthiopienne, la viande de bœuf hachée est mélangée à du beurre clarifié épicé (niter kibbeh) et à un mélange d'épices, le mitmita. Le ketfo est généralement consommé avec de l’injera.

- Au Laos et en Thaïlande, le koi soi est une salade incluant parmi ses principaux ingrédients du bœuf cru. Le bò tái chanh vietnamien en est assez proche.

- Le mett servi en Allemagne inclut de la viande de porc assaisonnée (sel, poivre, parfois ail, carvi et oignon) ; il est généralement consommé avec du pain. En Belgique et aux Pays-Bas, il existe une recette similaire. Le crudo alemán chilien en est sans doute inspiré.

- Le steak tartare, généralement préparé à partir de viande de bœuf ou de cheval, auquel on ajoute différents assaisonnements, notamment de l'oignon, des câpres, du jaune d’œuf, de la sauce Worcestershire ; il en existe de nombreuses variantes. Une préparation similaire est appelée tiger meat dans certains États américains du Midwest, parisa au Texas et carne de onça au Brésil[2]. En Belgique, une préparation similaire est appelée « filet américain » ; elle peut être consommée sur une tranche de pain de mie grillé, plat appelé « toast cannibale », ou en sandwich (« sandwich cannibale »). Un sandwich similaire appelé tartarmad est consommé au Danemark.

- Le tataki japonais est le plus souvent préparé à partir de poisson très rapidement saisi à la flamme ou dans une poêle ; la même technique peut également être appliquée à la viande (bœuf, mais aussi cheval ou agneau). Les sashimis et sushis peuvent également être préparés à partir de viande crue (bœuf et cheval le plus souvent). Le sashimi de viande de poulet est appelé torisashi, sa version saisie en tataki, toriwasa[3].

- Dans la cuisine coréenne, le yukhoe est une préparation à base de viande de bœuf crue assaisonnée avec de la sauce soja, du sucre, du sel, de l'huile de sésame, de l'oignon, de l'ail émincé, des graines de sésame, du poivre noir et du nashi.